# Exquisite Corpse
Exquisite Corpse (укр. «Вишуканий труп») — дебютний мініальбом американського альтернативного рок-гурту Warpaint, випущений самостійно у серпні 2008 року; перевиданий на лейблі Manimal Vinyl 6 жовтня 2009 року.

## Передумови та реліз
Записаний у 2007 році, а зведений нинішнім гітаристом Red Hot Chili Peppers Джономон Фрушанте, а екс-гітарист Red Hot Chili Peppers Джош Клінгхоффер грає на барабанах у «Billie Holiday» та на гітарі в «Krimson».
На треки «Stars», «Elephants» та «Beetles» було відзнято промо-кліпи.

## Список композицій
Всі пісні написані Warpaint. Трек «Billie Holiday» містить частину пісні «My Guy», написану Смокі Робінсоном.
| #     | Назва            | Тривалість |
| ----- | ---------------- | ---------- |
| 1.    | «Stars»          | 6:25       |
| 2.    | «Elephants»      | 4:44       |
| 3.    | «Billie Holiday» | 6:44       |
| 4.    | «Beetles»        | 6:57       |
| 5.    | «Burgundy»       | 4:40       |
| 6.    | «Krimson»        | 4:02       |
| 33:32 |                  |            |

## Персоналії
- Дженні Лі Ліндберг — бас
- Емілі Кокал — гітара, вокал
- Тереза Вейман — гітара, вокал, барабани («Krimson»)
- Шеннін Соссамон — барабани, вокал
- Девід Майкл Орландо — барабани («Burgundy»)
- Джош Клінгхоффер — барабани («Billie Holiday»), гітара («Krimson»)
- Джон Фрушанте — мелотрон («Billie Holiday»)

### Студійний персонал
- Джейкоб Берковічі — продюсер, звукоінженер
- Джон Фрушанте — зведення
- Адам Семюелс — зведення

### Обкладинка
- Мія Кессіді Кірбі

## Чарти
| Чарт (2011)                                         | Найвища позиція |
| --------------------------------------------------- | --------------- |
| UK Physical Singles Chart (Official Charts Company) | 4               |